# نوریتاکا هیداکا
نوریتاکا هیداکا (به انگلیسی: Noritaka Hidaka) بازیکن فوتبال اهل ژاپن و عضو تیم ملی فوتبال ژاپن است که در تاریخ ۱۴ سپتامبر ۱۹۷۲ میلادی اولین بازی ملی‌اش را انجام داد. او در ۴ بازی ملی حضور داشت و آخرین بازی ملی خود را در تاریخ ۲۳ ژوئن ۱۹۷۳ میلادی انجام داد. نوریتاکا هیداکا در بازی‌های ملی‌اش
گلی به ثمر نرساند.